# Auvinyà
Auvinyà è un villaggio di Andorra, nella parrocchia di Sant Julià de Lòria, con 201 abitanti (dato del 2010) .

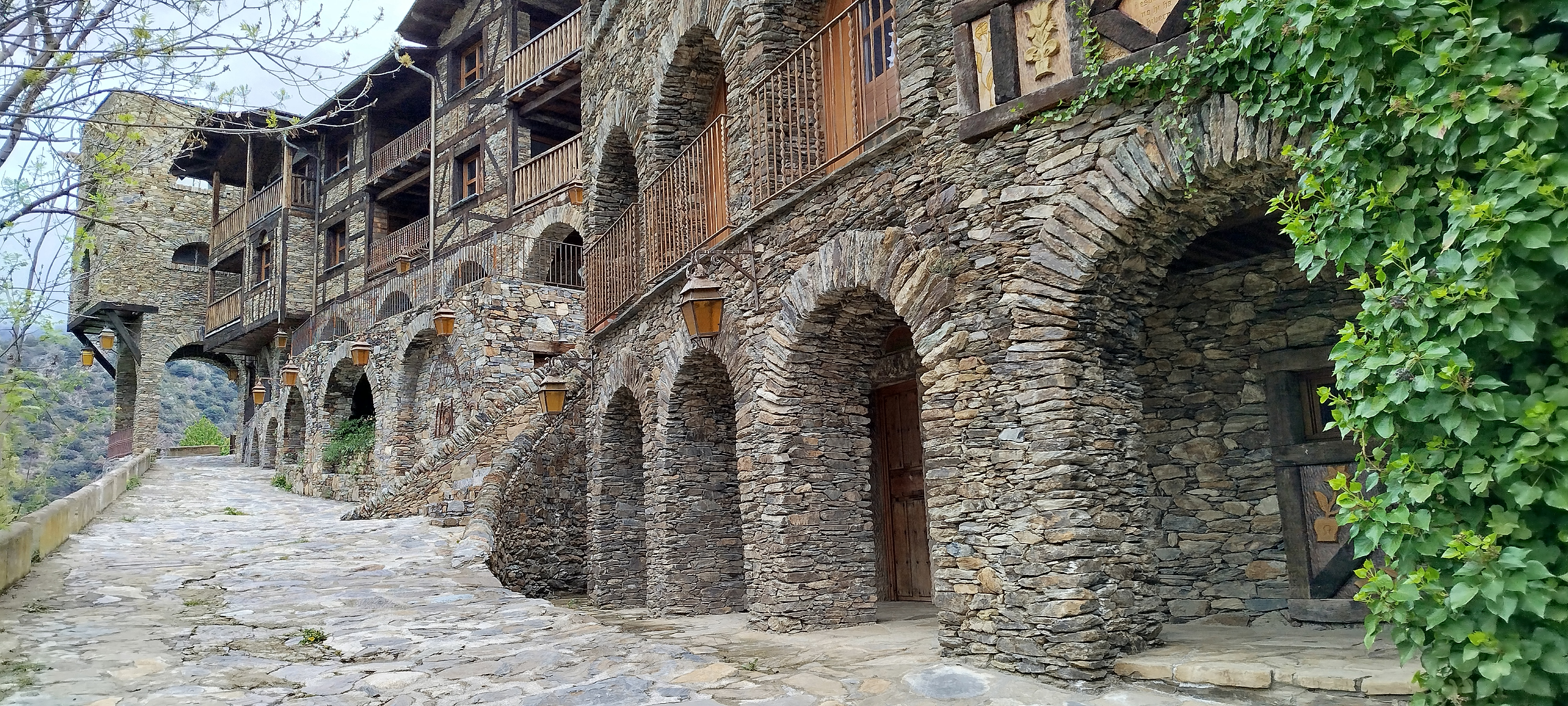